# Demokratisk och Republikansk vänster
Demokratisk och Republikansk vänster (Gauche Démocrate et Républicaine) är en parlamentarisk vänsterinriktad grupp i Frankrike. Den nuvarande gruppledaren sedan den 19 juni 2012 är André Chassaigne. Den skapades 26 juni 2007 inför det årets parlamentsval och som ledare valdes Jean-Claude Sandrier. Inför valet 2017 misslyckades gruppen med att ingå i en allians med vänsterinriktade La France Insoumise och valde att istället valkampanja själva.

## Medlemspartier
- Franska kommunistpartiet (PCF)
- VEC
- DVG
- MIM

## Valresultat
| Parti | Procent | +−  | Mandat | +−  |
| ----- | ------- | --- | ------ | --- |
| PCF   | 2.60    | +−0 | 15     | +−0 |
| DVG   | 2.60    | +−0 | 15     | +−0 |

| Parti | Procent | +−    | Mandat | +− |
| ----- | ------- | ----- | ------ | -- |
| PCF   | 1.73    | -0.87 | 10     | -5 |
| DVG   | 3.81    | +1.21 | 22     | +7 |

| Parti | Procent | +−    | Mandat | +−  |
| ----- | ------- | ----- | ------ | --- |
| PCF   | 1.73    | +−0   | 10     | +−0 |
| DVG   | 2.08    | -1.73 | 12     | -10 |